# Музга (дем Драма)
 Тази статия е за селото в Гърция.  За селото в България вижте Музга.  
Музга (на гръцки: Κουδούνια, Кудуния, до 1927 година Μπούζγα, Бузга или Μούζγα, Музга) е село в Република Гърция, разположено на територията на дем Драма в област Източна Македония и Тракия.

## География
Селото е разположено на 60 m надморска височина в Драмското поле на около 7 километра южно от град Драма.

## История
До 1913 година Музга е турско село в Драмска каза на Османската империя.
След Междусъюзническата война от 1913 година селото остава в пределите на Гърция. В 1923 година населението на Музга като мюсюлмани е изселено Турция по силата на Лозанския договор. В Музга са заселени 150 семейства бежанци от Турция с общо 530 души, както и 131 души от други места. В 1928 година Музга е представено като смесено местно-бежанско село със 150 бежански семейства и 530 жители.
| Име         | Име             | Ново име       | Ново име       | Описание            |
| ----------- | --------------- | -------------- | -------------- | ------------------- |
| Чифлик      | Τσιφλίκι        | Идиоктита      | Ἰδιόκτητα      | местност Ю от Музга |
| Судиблък    | Σουντιμπλίκ     | Акатартон Неро | Ακάθαρτον Νερὼ | местност Ю от Музг  |
| Кючук орман | Κιουτσούκ Ορμάν | Микрос Тамнос  | Μικρὸς Θάμνος  | местност З от Музга |

Населението се занимава с отглеждане на тютюн, жито и други земеделски култури, както и със скотовъдство. В селото бежанците понтийски гърци построяват църква, която в началото на XX век е обновена изоснови, посветена на Свети Давид Трапезундски и открита на 1 ноември 2020 година от митрополит Павел Драмски.
| Година    | 1913 | 1920 | 1928 | 1940 | 1951 | 1961 | 1971 | 1981 | 1991 | 2001 | 2011 | 2021 |
| --------- | ---- | ---- | ---- | ---- | ---- | ---- | ---- | ---- | ---- | ---- | ---- | ---- |
| Население | 433  | 232  | 631  | 923  | 1058 | 994  | 715  | 885  | 793  | 885  | 996  | 814  |

## Личности
- Натаса Теодориду (р. 1970), гръцка певица, по произход от Музга